# Sepulcro de Villaseca
El Sepulcro de Villaseca es un monumento funerario que se encuentra en el interior del  templo de San Miguel arcángel, ubicado en el número 95 de la calle de San Jerónimo en el Centro Histórico de la Ciudad de México y fue construido a finales del siglo XVI para albergar los restos mortales del español Alonso de Villaseca.

## Historia
Alonso de Villaseca, originario de Arcicóllar, provincia de Toledo, llega a la nueva España hacia 1535, fue uno de los primeros pobladores de Nueva España después de la conquista y uno de los españoles que más se enriquecieron a mediados del siglo XVI debido a la expansión minera. Poseía propiedades agrícolas en la Huasteca y Metztitlán, ganaderas en Jilotepec; y mineras en Pachuca, Ixmiquilpan, Guanajuato y Zacatecas. Contrajo matrimonio con Francisca Morón y su única hija, Mariana Villaseca contrajo matrimonio con el heredero del mayorazgo de Guerrero, Agustín Guerrero y Luna
Además de la riqueza que acumuló, Alonso de Villaseca fue reconocido por sus obras de caridad, fue el gran benefactor de la Compañía de Jesús a la cual le realizó cuantiosas donaciones y les otorgó los solares donde establecieron el Colegio Máximo de san Pedro y san Pablo y también realizó importantes donaciones a la Universidad y a la iglesia de Guadalupe. Mandó traer de España tres esculturas que representan a Cristo crucificado para donarlos a las poblaciones mineras donde obtuvo su fortuna. Estas esculturas son conocidas como los cristos de Villaseca. Uno fue donado al pueblo de Ixmiquilpan, otro al templo de Guadalupe en Zacatecas y el tercero al templo de mineral de Cata en Guanajuato. Murió el 8 de septiembre de 1580 en su hacienda minera de Ixmiquilpan. Fue sepultado en la capilla de compañía de Jesús en los terrenos donde posteriormente se construyó el colegio de San Gregorio. Sus suntuosos funerales fueron llevados a cabo por la compañía de Jesús y su yerno Agustín Guerrero, quien mandó a hacer su sepulcro en el presbiterio de la iglesia jesuita de San Pedro y San Pablo, que continuaba en construcción a la muerte de Villaseca y al cual fueron trasladados sus restos en 1603, año en que se dedicó la iglesia.
Con la expulsión de los Jesuitas en 1767, la iglesia fue cerrada al culto y desmantelada. En 1784 el arzobispo Lorenzana dispuso el retiro de los restos de los sepultados en el antiguo templo, y la noche del 20 de julio los restos de Alonso de Villaseca fueron al Convento de San Francisco a petición de su descendiente el regidor Luis de Monroy Guerrero.
A principios del siglo XIX el sepulcro fue desmantelado y trasladado a la parroquia de San Miguel arcángel, donde se le hicieron agregados neoclásicos para funcionar como altar lateral. A mediados del siglo XIX el historiador Joaquín García Icazbalceta afirmó que el sepulcro había desaparecido. En 1956 los historiadores Manuel Romero de Terreros y Gonzalo Obregón visitaron el templo de San Miguel y observaron que en uno de los altares laterales había elementos renacentistas de mármol, sin embargo no lograron identificar dichos elementos, hasta que dos años más tarde, Gonzalo Obregón lo identificó como el sepulcro de Alonso de Villaseca, mientras estudiaba las crónicas de los Jesuitas, donde Francisco de Florencia realiza una descripción del sepulcro.

## Descripción
El cronista jesuita Francisco de Florencia realizó a mediados del siglo XVII una descripción detallada del monumento, la cual proporciona información sobre la decoración y los elementos faltantes:

"... En el funeral de su suegro Alonso de Villaseca, no se mostró heredero ni yerno Agustín Guerrero de Luna sino más que hijo y amigo en la magnificencia y gastos excesivos que hizo. Y porque se viera que duraba
y permanecía en su ánimo la memoria estimable de quien con su hija le había dado tanta riqueza, años después (de su muerte) cuando se acabó la iglesia de San Pedro y San Pablo, le erigió un suntuoso mausoleo.
Este es todo de mármol blanco, de obra corintia, con columnas acanaladas que sustentan vistoso remate que lo forman dos roleos que están teniendo un hermoso escudo con sus armas que son: en el cuartel superior
derecho un castillo con una estrella de ocho rayos encima de la almena de enmedio; en el cuartel de abajo trece roleos en campo de oro con tres flores de lis y orla colorada. En los dos de la izquierda un águila y
una banda negra atravesada de esquina a esquina, con perfiles colorados en campo de oro con su orladura. Sobre el escudo un morrión con su penacho de plumas y un brazo con una espada. Es de advertir que
sólo el castillo y banda son los cuarteles de Villaseca y los otros son de los Guerrero, ya que como emparentaron con los de Luna, se mezclaron las divisas de sus armas."

"Estas eran las armas de su profana nobleza. Las de su hidalguía cristiana son las cuatro Virtudes cardinales que se ven en los cuatro nichos de los intercolumnios. Están (además), la Fe y la Esperanza por
remate de los roleos y la Caridad debajo del arco redondo que cierra el nicho principal, todas con sus insignias. En este nicho está la estatua,de cuerpo entero, de rodillas, mirando al altar mayor con tal disposición
que dicha virtud está como corona sobre su cabeza, porque en realidad fue la Caridad la que coronó sus virtudes."